# عملیات تقاطع

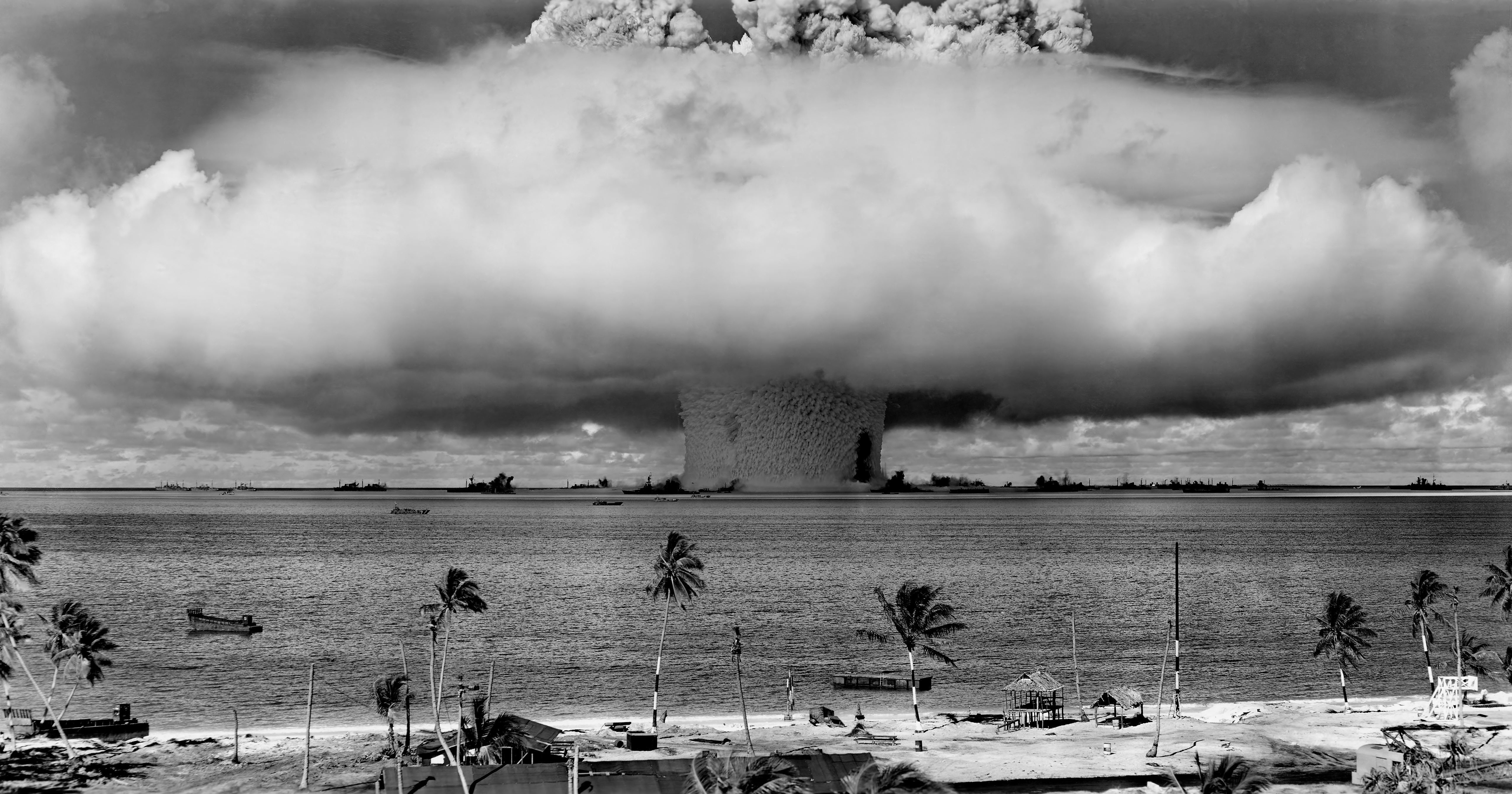
نگاره‌ای از قارچ و ستون آب ایجاد شده در اثر انفجار. این نگاره از فاصله ۵٫۶ کیلومتری مرکز انفجار ثبت شده است.

عملیات تقاطع (به انگلیسی: Operation Crossroads) نام یک سری از آزمایش‌های سلاح هسته‌ای بود که توسط ایالات متحده آمریکا در اواسط سال ۱۹۴۶ در آب‌سنگ حلقوی بیکینی صورت گرفت. این آزمایش اولین استفاده از سلاح‌های هسته‌ای پس از انفجار فت من در تاریخ ۹ اوت ۱۹۴۵ بود.